# Бондарчук, Светлана Витальевна
Светла́на Вита́льевна Бондарчук (по паспорту Рудская (род. 17 декабря 1968, Москва) — российская модель, телеведущая, бывший главный редактор журнала Hello!, владелица PR-агентства, организатор светских вечеринок, презентаций и мероприятий, популярных в Москве.

## Биография
Родилась 17 декабря 1968 в Москве, в доме на Рождественском бульваре. Мать родила в возрасте 17 лет. Родители рано развелись. Воспитывалась отчимом. Окончила библиотечный факультет Московского государственного института культуры. В молодости занималась фехтованием, была кандидатом в мастера спорта.

### Модельная карьера
Собственная внешность смущала — при росте 177 см она весила 55 килограммов. Бабушка отправила её на кастинг, чтобы внучка приобрела уверенность в себе. Светлана выиграла конкурс «Burda Moden» и стала моделью.
В 2007 году стала лицом известной косметической фирмы Oriflame.[какой?]

### Телевидение
Работала телеведущей на телеканале «Домашний» в программах «Модная прививка» и «Одень свою подругу».
На телеканале «СТС» появилась в качестве ведущей и председателя жюри телеконкурса «Ты — супермодель».
В программе «Модная прививка» на канале «Домашний» тоже превращает лягушек в принцесс. Она так нежничает с героинями, как будто приходится им родной бабулей: даёт им мерить всякие симпатичные вещички, уговаривает, объясняет, почему нужно выбрать именно этот цвет и фасон. Даже старые вещи не выкидывает, а отдаёт дизайнерам, которые их перешивают во что-нибудь ультрамодное. И главное, женщины от неё уходят счастливые и с блеском в глазах, а не с печальным и замученным взором жертвы моды.

### Издательская деятельность
С 2006 по 2020 год являлась главным редактором журнала «Hello!».
В 2008 году попыталась запустить собственный проект — журнал «Icons», посвящённый «людям, от которых зависит, как окружающий мир будет выглядеть завтра». Вышло 10 номеров журнала при поддержке Forward Media Group. Среди московской тусовки журнал успел получить популярность, так как представлял «широкие интересы узкого круга» и устраивал светские вечеринки, например на «Винзаводе». Журнал был закрыт в 2009 году из-за кризиса, успев заслужить репутацию «самого странного российского глянца».

### Общественная деятельность
С декабря 2011 года проводит ежегодный благотворительный кинематографический аукцион «Action!».

### Политический активизм
Вместе с подругой Полиной Юмашевой выходила на митинги 2011—2012 годов, после чего ей позвонил Рамзан Кадыров, спросив, зачем она это сделала, Бондарчук ответила — сделала, то, что посчитала нужным: «Мне хотелось, чтобы Россия очнулась и поняла, что так невозможно». Также была на акции в поддержку режиссёра Кирилла Серебренникова у Басманного суда. Позже Бондарчук заявила, что у неё «не возникло героя в оппозиции» и она перестала ходить на протесты.

## Семья
Брат — Григорий Витальевич Рудской (род. 1982). Женат на Анастасии Синельщиковой, дочери продюсера и медиаменеджера Ларисы Синельщиковой.
Первый муж — Фёдор Сергеевич Бондарчук (род. 1967), кинорежиссёр, телеведущий, подали на развод в 2016 году. Фамилию мужа никогда не брала.
Сын — Сергей Бондарчук (род. 29 ноября 1991), актёр. Невестка (с 17 мая 2012) — Татиана Михайловна Бондарчук (урожд. Мамиашвили; род. 15 августа 1989), выпускница МГИМО, дочь чемпиона XXIV летних Олимпийских игр 1988 года в Сеуле по греко-римской борьбе Михаила Мамиашвили.
Внучки — Маргарита (род. 6 декабря 2012) и Вера (род. 12 мая 2014).
Дочь — Варвара Бондарчук (род. 5 мая 1999), после года жизни ей был поставлен диагноз ДЦП, практически всё время проводит в специализированных центрах за границей, где ей удобнее получать необходимое лечение и образование.
Второй муж — Сергей Харченко (род. 1974), дизайнер, поженились 15 августа 2020 года.
Падчерица — Юнна (род. 2013). Сын — Пётр Харченко (род. 30 января 2023).

## Фильмография
- 1989 — «Сон в летнее утро» (короткометражный)
- 2006 — «Жара» — продавец в магазине мужских костюмов
- 2012 — «Любовь с акцентом» — Ирина
- 2013 — «Прикосновение» (короткометражный) — мама девочки
- TBA — «Песни джиннов»